# Sara Indrio
Sara Indrio Jensen (født 4. januar 1975) er en dansk-italiensk sanger, sangskriver, percussionist, skuespiller og formidler.

## Biografi
Sara er uddannet fra Rytmisk Musikkonservatorium som percussionist i 1998 og har arbejdet som musiker på utallige koncerter og albumskæringer. I eget navn har hun udgivet fem albums og skrevet musik til film, TV serier og teaterforestillinger. Sideløbende har hun taget en overbygningsuddannelse i journalistik, og læst på kandidatuddannelsen i Musikdidaktik. Medvirker som skuespiller i Italiensk for begyndere, Skammerens Datter II, Nåletræer og Simon og Malou. Udgav i 2014 sit debutalbum Dark Clouds, Silver Linings. Siden 1995 har hun turneret og indspillet med og for artister i ind-og udland, herunder Niels Hausgaard, Erik Gadd, Nikolai Nørlund, Rebecka Törnqvist, Alberte Winding, Tomas Di Leva, Dilba, Bo Kaspers Orkester, Speaker Bite Me, The Savage Rose, Cohen Tribute og mange flere.

## Fagpolitiske poster
- Forperson, Dansk Artist Forbund
- Vicebestyrelsesleder, Gramex
- Bestyrelsesmedlem, IAO - International Artist Organisation
- Styregruppemedlem i Musiklivets Partnerskab for Bæredygtig Udvikling (MPBU)
- Vicebestyrelsesleder Det Jyske Musikkonservatorium
- Kulturens Genstartsteam, forår 2021
- Næstformand, Performex
- Bestyrelsesmedlem, Create
- Bestyrelsesmedlem, AVU-Medier
- Observatør, Kulturplus
- Observatør, Filmex
- (tidligere) Hovedbestyrelsen, Fagbevægelsens Hovedorganisation
- (tidligere) Bestyrelsesmedlem, Dansk Kunstnerråd

## Solist / Diskografi
- 2024 - Alejandro Sancho & Sara Indrio, The Prosody Of Everything (Fishtail Music, Believe)
- 2017 - Blodrød måne (album, Stunt Records. Produceret af Sara Indrio)
- 2010 - Sara Indrio & The Latin Collective Vol. 1 (album, Tralala Music/A:larm. Produceret af Sara Indrio)
- 2010 - Sange fra Lærkevej (EP med singler fra tv-serien Lærkevej, A:larm)
- 2007 - Break Of Day (album, Quiet Please! Produceret af Fridolin Nordsøe)
- 2006 - While We Dream (album, A:larm. Produceret af Johan Lei Gellet og Sara Indrio)
- 2004 - Dark Clouds, Silver Linings (album, Playground samt Labrador i GAS landene. Produceret af Sara Indrio og Per Ekdahl)

## Komponist (2000-2017)
- Original komponeret sang til Madklubben i samarbejde med Christian Eidnes Andersen (2020)
- Alberte Winding: To originale kompositioner til albummet, Fjerde til venstre
- Kronborg Slot: Musik til udstillingen Arvestykker af fotograf Torben Eskerod
- Kontrakt med Warner/Chapell Music Stockholm
- Sange til novellefilmen Nåletræer af Stefano Gonzales
- Strygearrangementer for kvartet til Swan Lee's Kiss, Kiss, Bang, Bang koncert
- Værk for kor til filmen Stjernekigger af Kristina Rosendahl
- Den Anden Opera - Musik i samarbejde med Bjørn Svin til Cammie & Elto og Bound To Fail

## Live- og Studiemusiker (1993-2017)
Danmark
- The Savage Rose
- Alberte Winding
- Erann DD
- Niels Hausgaard
- Martin Hall
- Nikolai Nørlund

Sverige
- Tomas Di Leva
- Dilba
- Bo Kaspers Orkester
- Rebecka Tornqvist
- Meja

Europa
- Gian Luigi Trovesi
- Band Au Neon
- European Youth Orkestra
- Mpiri

## Skuespiller
- 2019 - Skammerens Datter II - Slangens gave
- 2014 - En du elsker
- 2009 - Simon & Malou
- 2007 - Nåletræer
- 2002 - Stjernekigger
- 2000 - Italiensk for begyndere

## Priser og nomineringer
- Danish Music Awards - Albummet Sara Indrio and The Latin Collective Vol. 1 blev nomineret til: Best World Album 2010
- Léonie Sonnings Musikfonds - særlige talentpris
- P4 - ugens album
- Statens Kunstfond - projektstøttelegat